# Mount Bierstadt
Mount Bierstadt ist ein 4286 m hoher Berg in der Front Range der Rocky Mountains. Er liegt im Bundesstaat Colorado und ist nach dem deutschstämmigen Landschaftsmaler Albert Bierstadt benannt.